# Krystal Steal
Krystal Steal (født 29. november 1982) er en amerikansk pornomodel.
Før hendes filmkarriere arbejdede hun som stripper. Steal havde sin filmdebut i 2001 i filmen Screaming Orgasms 4 fra Digital Sin. Hun har siden medvirket i mange heteroseksuelle og lesbiske pornofilm, voksenmagasiner som Hustler og har etableret sig som kontraktstjerne, først med Pleasure Productions og senere i 2003 med ClubJenna, dermed værende den første pornomodel som skrev kontrakt med det selskab – samarbejdet sluttede dog i 2005.
Nogle af hendes bedst kendte film er Flesh Hunter og Krystal Method, hvori hun spiller sammen med sin tidligere chef hos ClubJenna, Jenna Jameson. Hun bryder sig ikke om analsex, hverken foran kameraet eller i privatlivet, og nægter at medvirke i analsex-scener i sine film. Hendes fysiske lighed med popstjernen Christina Aguilera har til dels bidraget til hendes popularitet blandt seerne.
I mange af hendes optrædener synes hun at afsky cumshots. Denne tendens er meget tydelig i nogle filmklip fra bag scenerne, bl.a. fra Flesh Hunter hvor hun efter at have forsøgt at undgå et cumshot i ansigtet fra Jules Jordan, ser hende klage til Jules over, at han ejakulerede i hendes ansigt. Herefter forlader hun abrupt scenen og skynder sig ud på badeværelset og smækker døren efter sig.
Krystal Steal har haft et romantisk forhold til sin kollega, pornomodellen Sky Lopez.

## Fodnoter
1. ↑  "Porn Star Krystal Steal Draws Christina Aguilera Comparisons | popdirt.com". Arkiveret fra originalen 14. juli 2014. Hentet 19. oktober 2010.